# 韦秀长
韦秀长（1973年12月—），男，汉族，中华人民共和国政治人物。曾任江西省地方金融监督管理局党组书记、局长。现任西藏自治区人民政府副主席。